# Stanko Karaman

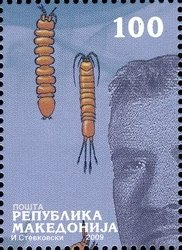
Stanko Karaman (Briefmarke der mazedonischen Post, 2009)

Stanko Luka Karaman (* 8. Dezember 1889 in Sarajevo, Vilâyet Bosnien, Osmanisches Reich; † 17. Mai 1959 in Skopje, Sozialistische Republik Mazedonien) war ein jugoslawischer Biologe, Zoologe und Höhlenforscher. Seine Forschungsschwerpunkte waren die Fische und die Krebstiere.

## Leben
Karaman war der Sohn des Biologen und Gymnasialdirektors Luka Karaman und dessen Ehefrau Anka Mladinov. Nach seinem Abitur in Sarajevo im Jahr 1912 studierte er zunächst in Zagreb und anschließend in Neapel Naturwissenschaften. Nach dem Ersten Weltkrieg setzte er seine Studien in Zagreb fort und promovierte im Januar 1921 zum Dr. phil. mit einer Dissertation über die Phylogenie der Karpfenartigen. Von 1919 bis 1924 arbeitete er als Assistent am Zoologischen Nationalmuseum und am Zoologischen Institut in Zagreb, wo er sich mit Amphibien, Reptilien, Fischen und Fledermäusen befasste. Vor allem seine mazedonischen Fischstudien waren von Bedeutung. 1924 wurde er Parasitologe am Institut für Tropenkrankheiten, wo er einige Fachartikel über Stechmücken und Wurmerkrankung veröffentlichte. 1926 gründete Karaman das Zoologische Museum und 1928 den Zoo in Skopje.
Karaman galt als einer der bedeutendsten Ichthyologen des Balkans und beschrieb zahlreiche Fischarten, darunter Alburnoides ohridanus, Alburnus macedonicus, Salmo letnica, Salmo farioides, Salmo macedonicus, Salmo montenigrinus, Salmo pelagonicus, Salmo peristericus, Salmo taleri, Sabanejewia balcanica, Cobitis meridionalis, Alburnoides prespensis, Chondrostoma prespense, Cobitis dalmatina, Gobio ohridanus und Salmo balcanicus. Er beschrieb auch etwa 150 neue Gattungen, Arten und Unterarten von überwiegend endemischen Süßwasserkrebsen. 1922 beschrieb er den Makedonischen Kammmolch (Triturus macedonicus).
Karaman war der erste Zoologe in seiner Heimat, der die Süßwasser- und unterirdische Fauna sowie Höhlen systematisch studierte. Er sammelte Material von allen systematischen Gruppen, wobei vor allem seine Bearbeitung der Flohkrebse und der Asseln internationale Bedeutung erlangte. Seine Sammlungen dienten als Grundlage für die Beschreibung zahlreicher neuer Arten. 1934 heiratete er die Biologin Zora Vales. Aus dieser Ehe gingen zwei Söhne und eine Tochter hervor. 
1939 gab Karaman kurzzeitig die Zeitschrift Annales musei serbiae meridionalis heraus. 1941 verließ er mit seiner Familie Skopje und zog zunächst nach Kragujevac und ein Jahr später dann nach Smederevo (beide in Serbien), wo er bis 1945 das neu gegründete Biologische Institut leitete. Anschließend wohnte er mit seiner Familie in Split, wo er in den vorzeitigen Ruhestand ging, da er keine Anstellung am Naturhistorischen Museum bekam. Von 1950 bis 1952 leitete er das Biologische Institut der Jugoslawischen Akademie in Dubrovnik, Dalmatien. 1952 kehrte Karaman an das Naturhistorische Museum in Skopje zurück. Die beiden Publikationen des Museums: Acta und Fragmenta musei macedonici wurden von ihm gegründet, ebenso die beiden Zeitschriften Izdanija und Folia balcanica des Instituts für Fischzucht in Skopje. 1957 wurde er pensioniert. Mit Unterstützung seiner beiden Söhne Mladen und Gordan, die selbst als Biologen arbeiteten, setzte er seine Forschung in seinem Privatlaboratorium bis zu seinem Tod fort. 
Karaman hat 108 wissenschaftliche Arbeiten veröffentlicht.

## Dedikationsnamen
Etwa dreißig Arten sind nach Stanko Karaman benannt, darunter Delamarella karamani Petkovski, 1957, Stygophalangium karamani Oudemans, 1933 und Macedonethes stankoi IM Karaman, 2003.